# Atlantischer Butterfisch
Der Atlantische Butterfisch (Pholis gunnellus) ist ein schlanker Meeresfisch aus kalten Regionen des nördlichen Atlantiks. Sein Verbreitungsgebiet reicht von der Kanin-Halbinsel in der Barentssee über das Weiße Meer, Spitzbergen und Island bis nach La Rochelle. Er kommt auch in Nord- und Ostsee vor.
Im nordwestlichen Atlantik lebt er von der Küste Labradors bis zur Delaware Bay.

## Merkmale
Der Atlantische Butterfisch hat einen langgestreckten, bandförmigen Körper und wird 30 cm lang. Er ist bräunlich gefärbt. Rücken-, Schwanz- und Afterflosse sind voneinander getrennt. Die Rückenflosse ist lang und nimmt fast die gesamte Körperlänge ein. Entlang der Basis der langen Rückenflosse befinden sich 9 bis 13 schwarze Augenflecke, die weiß umringt sind. Die Afterflosse erstreckt sich über die hintere Körperhälfte. Die Seitenlinie verläuft entlang der Körpermitte.

## Lebensweise
Der Atlantische Butterfisch lebt standorttreu auf dem Meeresboden von Gezeitentümpeln bis in Tiefen von 35 Metern. Tiere, die bei Ebbe trockenfallen, können Luft atmen und unter Steinen oder Tangen verborgen überleben. Im Winter wandert er in größere Tiefen von etwa 100 Metern oder darunter. Das bevorzugte Biotop ist steinig und mit Algen oder Seegras bewachsen. Er ernährt sich vor allem von kleinen Krebstieren, Vielborstern, Weichtieren und Fischrogen. Der Atlantische Butterfisch vermehrt sich in den Wintermonaten von November bis Januar. Die 80 bis 200 Eier werden in einem Klumpen unter Steinen oder in einer leeren Muschelschale abgelegt und vom Männchen bis zum Schlupf der Jungfische bewacht.

## Nutzung
Der Atlantische Butterfisch hat keine wirtschaftliche Bedeutung und wird nicht befischt. Bei den im Handel unter dem Namen „Butterfisch“ angebotenen Fischfilets handelt es sich um Schlangenmakrelen (Gempylidae), die nicht mit den Butterfischen verwandt sind.